# Neoeme pallida
Neoeme pallida är en skalbaggsart som först beskrevs av Jean Baptiste Lucien Buquet 1859.  Neoeme pallida ingår i släktet Neoeme och familjen långhorningar. Inga underarter finns listade i Catalogue of Life.